# Гриценко Аделіна Павлівна
Аделіна Павлівна Гриценко (10 червня 1930, Київ, УРСР) — український історик, дослідниця історії української революції і громадянської війни в Україні.

## Біографія
Народилася 10 червня 1930 року в Києві. У 1953 році закінчила історичний факультет Київського державного університету. У 1953–1956 роках — аспірантка кафедри історії України Київського державного університету. У 1958 році, під керівництвом доктора історичних наук, професора П. А. Лаврова, захистила кандидатську дисертацію на тему: «Робітничий і селянський рух в Донецькому басейні в роки першої світової імперіалістичної війни (липень 1914 — лютий 1917 рр.)».
У 1957–1958 роках — старший лаборант, у 1958–1960 роках — молодший науковий співробітник відділу історії радянського суспільства, у 1960–1965 роках — молодший науковий співробітник, у 1965–1986 роках — старший науковий співробітник відділу історії Великої Жовтневої соціалістичної революції та громадянської війни, у 1986–1999 роках — провідний науковий співробітник відділу історії Української революції 1917—1921 років Інституту історії України НАН України. У 1977 році захистила докторську дисертацію на тему: «Робітничий клас України в період підготовки та проведення Великої Жовтневої соціалістичної революції (березень 1917 — січень 1918 рр.)».
У 1980–1989 роках була членом міжвідомчої Ради Президії АН УРСР та Міністерства освіти «Наука — народній освіті», головою Печерської районної організації товариства охорони пам'яток історії та культури та членом Президії Київської міської організації цього товариства.
Нагороджена медаллю імені А. С. Макаренка (1986).

## Праці
- Директорія, Рада Народних Міністрів Української Народної Республіки (1918—1920): Документи і матеріали: В 2 томах — Том 1. — Київ, 2006 (упорядник, у співавторстві).
- Україна. Хроніка XX століття. Рік 1918. — Київ, 2005 (у співавторстві з О. Й. Щусь).
- Український національно-визвольний рух. Березень — листопад 1917 року: Документи і матеріали. — Київ, 2003 (у співавторстві, упорядник).
- Політичний терор і тероризм в Україні. — Київ, 2002 (у співавторстві).
- Уряди України XX століття. — Київ, 2001 (у співавторстві, автор нарисів про прем'єрів УНР В. Чехівського, С. Остапенка, Б. Мартоса, І. Мазепу, В. Прокоповича, А. Лівицького).
- Діяльність українських організацій на теренах Росії за доби Української Центральної Ради. — Київ, 1999.
- Політичні сили в боротьбі за владу в Україні: Рік 1920-й. — Київ, 1997.
- Політичні сили у боротьбі за владу в Україні: Рік 1919-й. — Київ, 1996.
- Політичні сили у боротьбі за владу в Україні (кінець 1917 — початок 1919 років). — Київ, 1993.
- Українські робітники на шляху творення національної держави. (І Всеукраїнський робітничий з'їзд 11-14 (24-27) липня 1917). — Київ, 1992.
- Історія Києва. — Том 3. — Книга 1. — Київ, 1987 (у співавторстві).
- История Киева. — Том 3. — Книга 1. — Київ, 1985 (у співавторстві).
- История Украинской ССР. — Том 6. — Київ, 1984 (у співавторстві).
- Очерки истории профессиональных союзов УССР. — Київ, 1983 (у співавторстві).
- Історія Української РСР. — Том 5. — Київ, 1977 (у співавторстві).
- Робітничий клас України в Жовтневій революції. — Київ, 1975.
- Історія міст і сіл Української РСР. Київська область. — Київ, 1971 (у співавторстві).
- Історія робітничого класу Української РСР. — Том 2. — Київ, 1967 (у співавторстві).
- Робітничі фортеці соціалістичної революції: Фабзавкоми України в період підготовки і проведення Великої Жовтневої соціалістичної революції. Березень 1917 — січень 1918 рр. — Київ, 1965.